# Hendrik Jan van de Graaff
Pour les articles homonymes, voir van de Graaff.
 (juillet 2024).
La mise en forme du texte ne suit pas les recommandations de Wikipédia : il faut le « wikifier ».
Les points d'amélioration suivants sont les cas les plus fréquents. Le détail des points à revoir est peut-être précisé sur la page de discussion.
- Les titres sont pré-formatés par le logiciel. Ils ne sont ni en capitales, ni en gras.
- Le texte ne doit pas être écrit en capitales (les noms de famille non plus), ni en gras, ni en italique, ni en « petit »…
- Le gras n'est utilisé que pour surligner le titre de l'article dans l'introduction, une seule fois.
- L'italique est rarement utilisé : mots en langue étrangère, titres d'œuvres, noms de bateaux, etc.
- Les citations ne sont pas en italique mais en corps de texte normal. Elles sont entourées par des guillemets français : « et ».
- Les listes à puces sont à éviter, des paragraphes rédigés étant largement préférés. Les tableaux sont à réserver à la présentation de données structurées (résultats, etc.).
- Les appels de note de bas de page (petits chiffres en exposant, introduits par l'outil «  Source ») sont à placer entre la fin de phrase et le point final[comme ça].
- Les liens internes (vers d'autres articles de Wikipédia) sont à choisir avec parcimonie. Créez des liens vers des articles approfondissant le sujet. Les termes génériques sans rapport avec le sujet sont à éviter, ainsi que les répétitions de liens vers un même terme.
- Les liens externes sont à placer uniquement dans une section « Liens externes », à la fin de l'article. Ces liens sont à choisir avec parcimonie suivant les règles définies. Si un lien sert de source à l'article, son insertion dans le texte est à faire par les notes de bas de page.
- La présentation des références doit suivre les conventions bibliographiques. Il est recommandé d'utiliser les modèles {{Ouvrage}}, {{Chapitre}}, {{Article}}, {{Lien web}} et/ou {{Bibliographie}}. Le mode d'édition visuel peut mettre en forme automatiquement les références.
- Insérer une infobox (cadre d'informations à droite) n'est pas obligatoire pour parachever la mise en page.

Pour une aide détaillée, merci de consulter Aide:Wikification.
Si vous pensez que ces points ont été résolus, vous pouvez retirer ce bandeau et améliorer la mise en forme d'un autre article.
 (juillet 2024).
Hendrik Jan van de Graaff, né le 7 septembre 1782 à Surate (Inde) et mort noyé derrière Westkapelle (Pays-Bas), était un juriste néerlandais devenu Raad van Indië (membre du haut gouvernement des Indes néerlandaises) en 1820, et était un allié du gouverneur général Godart van der Capellen, jusqu'à ce qu'il soit rappelé en 1826.

## Biographie

### Enfance et vie privée
Van de Graaff était le descendant de Christina Elisabeth van Angelbeek et de Willem Jacob van de Graaf, ce dernier occupant alors le poste de directeur de l'usine de VOC à Surate, aux Pays-Bas, au moment de la naissance de Hendrik Jan. Dans sa jeunesse, il fut envoyé en Europe afin de parfaire ses études. Il entreprit des études de droit dans les prestigieuses universités de Groningue, Berlin et Utrecht. Il contracta d’abord mariage avec Maria Anna van Ness, et après son décès, il épousa Agatha de Dieu le 22 mai 1803. De cette union naquirent onze enfants.

### Carrière
Van de Graaf obtint la citoyenneté d'Alkmaar en l'an 1801. En 1803, il fut désigné comme l'un des trois secrétaires de cette municipalité. En 1811, c'est-à-dire à une époque où les Pays-Bas étaient sous l'égide du Premier Empire français, il reçut la nomination au poste de juge au tribunal local. L'année suivante, en 1812, il devint membre du conseil municipal d'Alkmaar. À la suite du rétablissement de l'indépendance des Pays-Bas, il fut reconduit dans ses fonctions et réintégré au conseil municipal d'Alkmaar en 1815.
Il mène une existence quelque peu flamboyante et rencontre des difficultés financières notables, ce qui le contraint à solliciter un poste d'administrateur colonial aux Indes orientales. Il embarque avec sa famille à bord du navire marchand Cornelia à destination de Batavia, où il débarque le 8 août 1816, juste à temps pour être désigné membre du Conseil des finances nouvellement institué par les commissaires-généraux des Indes néerlandaises le 16 août 1816. Dans la seconde moitié de cette même année, il accompagne deux des commissaires généraux, Godart van der Capellen et Cornelis Theodorus Elout, lors d'une tournée d'inspection de l'île de Java. Le 12 novembre 1817, il est promu au poste d'inspecteur général adjoint du Revenu. Par la suite, il réside quelque temps dans la propriété de l'ancien gouverneur général Willem Arnold Alting, dénommée Kampong Melajoe, dont les frais excessifs le contraignent à envoyer sa femme et ses enfants retourner aux Pays-Bas au milieu de l'année 1819. Durant la seconde moitié de l'année 1819, il accompagne de nouveau le gouverneur général Van der Capellen dans un voyage d'inspection à travers Java. Au début de l'année 1820, il est nommé inspecteur en chef des finances de l'ensemble de la colonie. En mai 1820, après le décès de Jacob Andries van Braam, il est également nommé Raad van Indië, membre du haut gouvernement des Indes néerlandaises. Il occupe ce poste en sus de sa fonction d'inspecteur en chef des finances, à titre bénévole, n'ayant droit qu'à son salaire de Raad.
Après le départ de son épouse, il demeura quelque temps dans le logis d’un confrère, Bousquet. Cependant, lorsque ce dernier changea de résidence, il se trouva contraint d’acquérir une propriété dont le coût excédait ses ressources. Il se vit dès lors dans l’obligation de revendre tant la maison que ses meubles, et de s’installer chez un membre du conseil d'administration de l'orphelinat Batavia, nommé De Loches. En 1823, il collabora avec G. F. Meylan à la rédaction d’une ordonnance stipulant l’interdiction de la location de terres aux Européens dans les Vorstenlanden, laquelle fut promulguée en mai de cette même année. Par la suite, entre février et septembre 1824, il accompagna Van der Capellen lors d’une tournée d’inspection dans les Moluques. Il était alors devenu un conseiller de confiance auprès du gouverneur général.
Certains exprimaient des réticences quant à l'influence que Van de Graaff exerçait sur le gouverneur général, le considérant comme une « mauvaise influence ». Il était, en effet, peu apprécié au sein des cercles de l'Oudgastenpartij, qui se dressaient contre la politique du gouverneur général. Le commissaire général Leonard du Bus de Gisignies, envoyé pour enquêter sur la politique de Van der Capellen, jugée obstructionniste par le roi Guillaume Ier des Pays-Bas, devint l'un de ses principaux détracteurs. Du Bus recommandait son rappel ainsi que celui de son collègue Reinier d'Ozy en raison d’un conflit relatif à un refus de livraison d'une partie de la récolte de café à un navire de la Société de commerce néerlandaise, sur ordre direct du roi, commandé le 29 août 1826. Les deux Raden embarquèrent pour les Pays-Bas à bord du Java Packet le 2 novembre 1826. Le navire arriva à destination le 1er mars 1827. En tentant d'accéder au canal navigable Deurlo, dans l'estuaire de l'Escaut occidental, en direction de Flessingue, le gouvernail se brisa, entraînant le naufrage du vaisseau sur les rives du Noorder Rassen, près du village de Westkapelle, le 1er mars 1827. Tous les passagers périrent dans ce drame, à l’exception du pilote.